# Škoda Octavia (1959)
Škoda Octavia — сімейство легкових автомобілів, що виготовлялося підприємством AZNP Škoda (чеськ. Automobilové závody, národní podnik Škoda — автомобільний завод народного підприємства «Шкода») у 1959—1971 рр. Включало в себе дводверні седани Octavia, кабріолети Felicia (обидва виготовлялись до 1964 р.) та універсали Kombi (протрималась на конвеєрі до 1971 р.).
Всього було виготовлено близько 365 тис. автомобілів.
Назви Octavia та Felicia були відроджені у 1996 та 1994 рр. відповідно на передньоприводних автомобілях на платформі Volkswagen.

## Історія
Škoda Octavia (від лат. octāvus — восьмий, що означало 8-ий автомобіль виготовлений націоналізованим підприємством чи 8-ий автомобіль з хребтовою рамою), що з'явилась у січні 1959 р. у порівнянні з попередником Škoda 440 мала, зокрема, інакшу передню підвіску. Незалежну ресорну з двома поперечними важелями та важільними амортизаторами замінила нова на чотирьох поперечних важелях, пружинах та телескопічних амортизаторах. У результаті в автомобілів покращилась плавність ходу та керованість.
Аналогічно до базового седана усі автомобілі сімейства отримали нові назви: седан з потужнішим двигуном (Škoda 445) став Škoda Octavia Super, а кабріолет (Škoda 450) — Škoda Felicia (від італ. felicità — радість, щастя). Крім того, існувала версія Škoda Octavia Touring Sport — базовий дводверний седан з двигуном від кабріолета (50 к.с.).

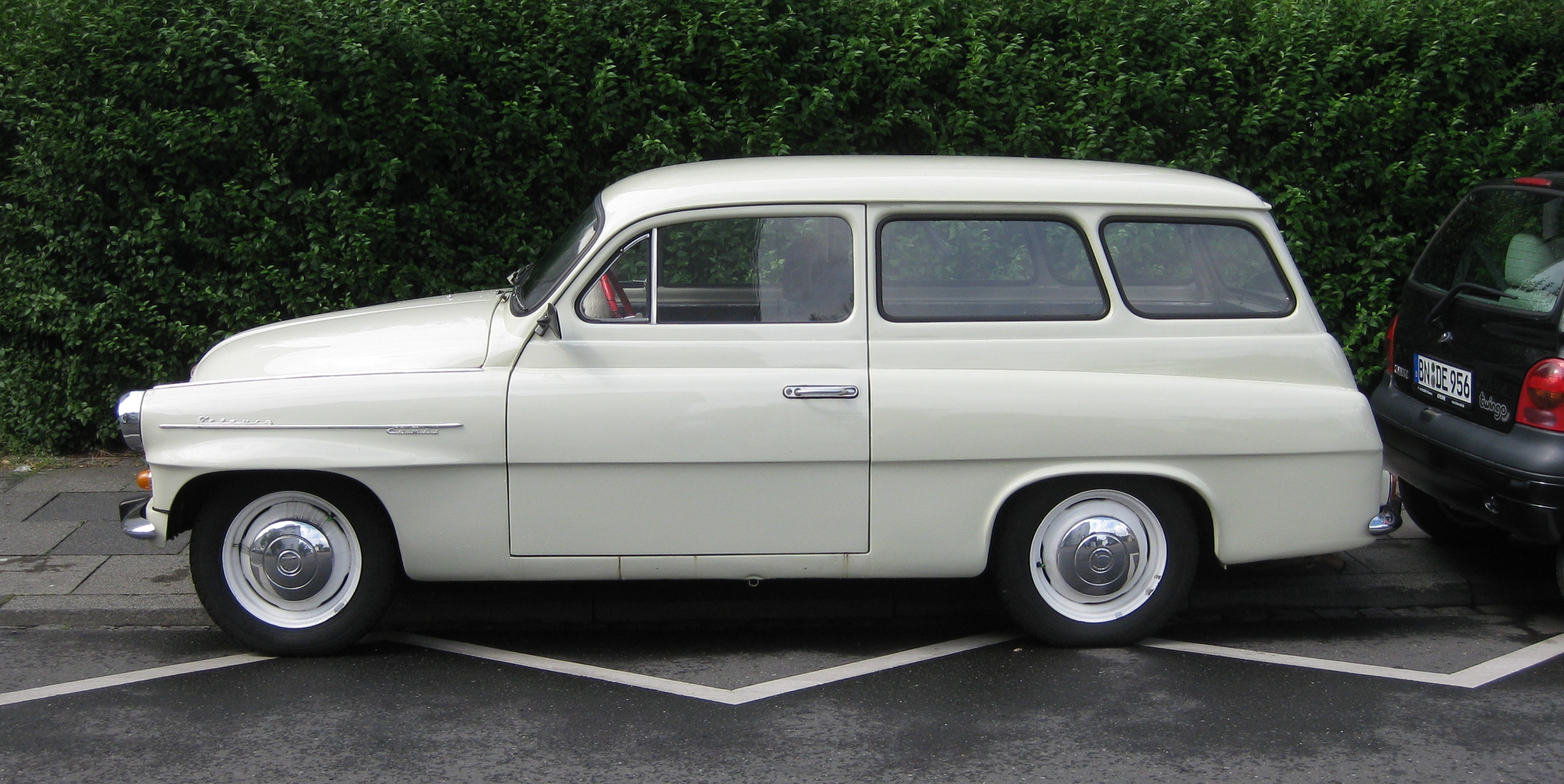
Тридверний універсал Škoda Octavia Combi

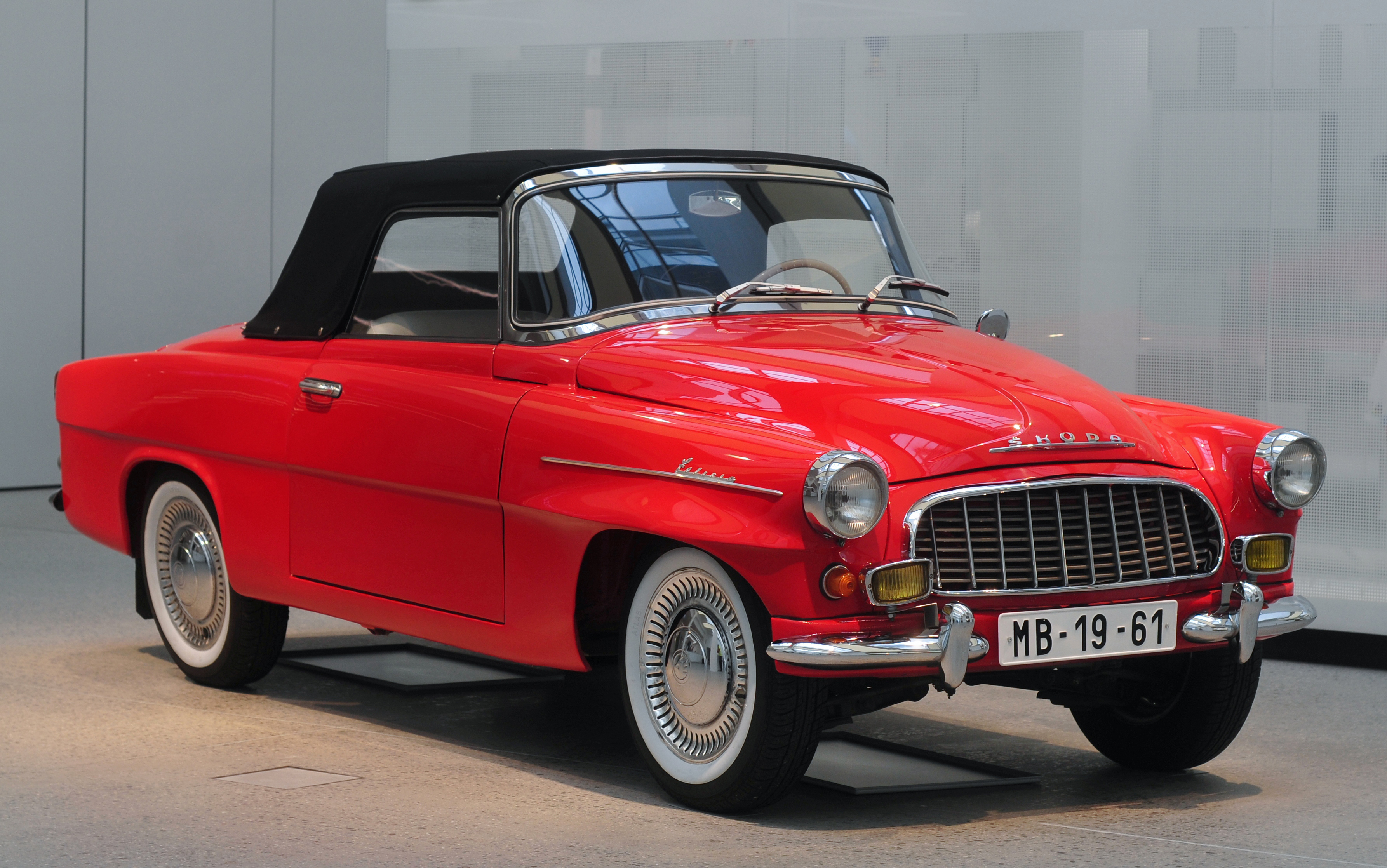
Родстер Škoda Felicia

У 1960 р. з'явилась Škoda Octavia Combi з двигунами «Октавії Супер» потужністю 45 к. с (47 по SAE). Тридверні універсали виготовлялися аж до 1971 р., не зважаючи на те що ще у 1964 р. усе сімейство Octavia було зняте з виробництва (створення універсалів на базі задньомоторної Škoda 1000 MB було утрудненим).
У 1961 р. з'явились ще дві модифікації — Škoda Felicia Super та Škoda Octavia 1200 Touring Sport, обидві з двигунами об'ємом 1221 см³ та потужністю 55 к. с. При цьому максимальна швидкість автомобілів зросла до 130 км/год.
У 1963 р. автомобілі сімейства «Октавія» зазнали модернізації. Багато змін було внесено у конструкцію шасі, зокрема карданний вал отримав новий гумометалевий шарнір, що знизив шуми та вібрації. З цією метою змінили й кріплення кузова до шасі. Були допрацьовані гальмові механізми — регулювання зазору між колодками та барабаном стало відбуватись завдяки ексцентрикам. Стали встановлювати нові ширші шини.
Дещо змінилась зовнішність — решітка радіатора стала дрібнішою, задні світловідбивачі круглими (замість витягнутих уверх прямокутників), змінилась форма освітлення приладів на лобовому склі. Запасне колесо у модернізованих автомобілів лежало не на дні багажника, а у спеціальній ніші в підлозі заднього звису, завдяки чому об'єм багажника став ще більшим.

### Експорт
Автомобілі «Шкода» завдяки помірній ціні та якості були популярними у Європі, експортувались до Індонезії, Пакистану, Нової Зеландії та країн Південної Америки і т. д. Їх експортом займалось державна зовнішньоторговельна компанія Motokov.
Спеціально для Британії існував варіант з правим кермом. Навіть британська преса, зазвичай не щедра на похвалу (особливо східноєвропейських автомобілів) назвала «Шкоду Феліцію» найгарнішим автомобілем Східного блоку.
У Західній Німеччині на початку 1960-их Škoda Felicia коштувала 6690 марок — дешевше аналогічних внутрішньоринкових моделей (відкритий Volkswagen Beatle — 7635 марок, Auto-Union 1000 Sp — 10750 марок). Вартість автомобіля могла бути вищою при замовленні опцій — протитуманних фар, радіоприймача Tesla, декоративних ковпаків чи автоматичного електропневматичного привода зчеплення Saxomat.
До НДР було експортовано близько 500 родстерів, де вони конкурували з Wartburg 311/2.
Шасі з двигуном універсала лягло в основу для позашляховика Trekka, який вироблявся в Новій Зеландії з 1966 по 1973 рік, а також для Skopak, що збирався і продавався в Пакистані в 1970-их.
| Модель                        | Octavia                                                   | Octavia Super                                           | Octavia TS           | Octavia TS 1200        | Octavia Combi                                             | Felicia                           | Felicia Super                     |
| ----------------------------- | --------------------------------------------------------- | ------------------------------------------------------- | -------------------- | ---------------------- | --------------------------------------------------------- | --------------------------------- | --------------------------------- |
| Роки виробництва              | 1959–1964                                                 | 1959–1964                                               | 1960–1962            | 1962–1964              | 1961–1971                                                 | 1959–1962                         | 1962–1964                         |
| Виготовлено, авт.             | 150 042                                                   | 79 489                                                  | 2 273                | 2 273                  | 54 086 (50 240)                                           | 14 863                            | 14 863                            |
| Робочий об'єм, см³            | 1 089                                                     | 1 221                                                   | 1 089                | 1 221                  | 1 221                                                     | 1 089                             | 1 221                             |
| Максимальна потужність (SAE)  | 29,4 кВт при 4200 хв−1 30,9 кВт при 4500 хв−1 (з 1961 р.) | 33 кВт при 4200 хв−1 34,5 кВт при 4500 хв−1 (з 1961 р.) | 36,кВт при 5500 хв−1 | 40,4 кВт при 5100 хв−1 | 34,6 кВт при 4500 хв−1 37,5 кВт при 4500 хв−1 (з 1969 р.) | 36,8 кВт (50 к. с.) при 5500 хв−1 | 40,4 кВт (55 к. с.) при 5100 хв−1 |
| Витрата палива, л/100 км      | 7,7                                                       | 7,5–8                                                   | 9                    | 9,5                    | 8,6                                                       | 9                                 | 9,5                               |
| Максимальна швидкість, км/год | 110/115 км/год (з 1961 р.)                                | 115/118 км/год (з 1961 р.)                              | 128                  | 130–135                | 110–120                                                   | 130                               | 135                               |
| Споряджена маса, кг           | 920                                                       | 920                                                     | 920–930              | 920–930                | 940–965                                                   | 925–930                           | 900–940                           |
| Повна маса, кг                | 1270                                                      | 1270                                                    | 1270–1280            | 1270–1280              | 1340–1360                                                 | ?                                 | ?                                 |
| Довжина, мм                   | 4065                                                      | 4065                                                    | 4065                 | 4065                   | 4020                                                      | 4065                              | 4065                              |
| Висота, мм                    | 1430                                                      | 1430                                                    | 1430                 | 1430                   | 1430                                                      | 1380                              | 1380                              |
| Ширина, мм                    | 1600                                                      | 1600                                                    | 1600                 | 1600                   | 1600                                                      | 1600                              | 1600                              |
| Колісна база, мм              | 2390                                                      | 2390                                                    | 2390                 | 2390                   | 2390                                                      | 2390                              | 2390                              |
| Колія передня/задня, мм       | 1200/1250                                                 | 1200/1250                                               | 1200/1250            | 1200/1250              | 1200/1250                                                 | 1200/1250                         | 1200/1250                         |
| Типорозмір шин                | 5,50×15 (5,90×15)                                         | 5,50×15 (5,90×15)                                       | 5,50×15 (5,90×15)    | 5,90×15                | 5,90×15                                                   | 5,50×15, 5,90×15 (з 1961 р.)      | 5,90×15                           |